# Prunum pellucidum
Prunum pellucidum is een slakkensoort uit de familie van de Marginellidae. De wetenschappelijke naam van de soort is voor het eerst geldig gepubliceerd in 1840 door Pfeiffer.